# Profilati di alluminio
I profilati metallici sono corpi, solitamente d'alluminio, ad asse rettilineo e sezione costante, variamente sagomati, ottenuti mediante laminazione, trafilatura, o estrusione, talvolta costituiti da sottili lamiere ripiegate. Il metodo usato per ottenere profilati dipende dal tipo di metallo; i profilati di acciaio sono ottenuti per laminazione a caldo o per piegatura del lamierino. I profilati normali sono unificati e le loro caratteristiche sono riportate in apposite tabelle che ne danno le principali dimensioni, l'area della sezione trasversale, il peso per metro lineare, il momento di inerzia e il modulo di resistenza. I tipi di principali di profilati normali sono i seguenti: a sezione tonda piena o cava, a sezione quadrata piena o cava, a sezione rettangolare, a doppio T (detti anche ferri a I), a doppio T ad ali larghe, a C (detti anche ferri a U), a L (o angolari)ad ali uguali e diseguali, a T, a Z.  Per la costruzione di profilati di serramenti si impiegano profilati in lega di alluminio di sezione particolarmente studiata